# Vuelta a La Rioja 2009
La Vuelta a La Rioja 2009, quarantanovesima edizione della corsa e valida come evento del circuito UCI Europe Tour 2009 categoria 1.1, fu disputata il 26 aprile 2009, per un percorso totale di 218,7 km. Fu vinta dallo spagnolo David García Dapena, al traguardo con il tempo di 5h55'47" alla media di 36,882 km/h.
Al traguardo 55 ciclisti portarono a termine il percorso.

## Ordine d'arrivo (Top 10)
| Pos. | Corridore           | Squadra      | Tempo    |
| ---- | ------------------- | ------------ | -------- |
| 1    | David García Dapena | Xacobeo Gal. | 5h55'47" |
| 2    | Ángel Vicioso       | Andalucia    | s.t.     |
| 3    | Manuel Vázquez      | Contentpolis | s.t.     |
| 4    | Óscar Sevilla       | Rock Racing  | s.t.     |
| 5    | David Arroyo        | C. d'Epargne | s.t.     |
| 6    | Amets Txurruka      | Euskaltel    | a 3"     |
| 7    | Antonio Olmo        | Boyacá       | a 1'47"  |
| 8    | David Vitoria       | Rock Racing  | a 2'17"  |
| 9    | Grega Bole          | Amica Chips  | a 3'02"  |
| 10   | Romain Sicard       | Orbea        | s.t.     |